# Princisia vanwaerebeki
Princisia vanwaerebeki  (лат.) — один из крупнейших видов таракановых мировой фауны, отдельные особи которого достигают 100—120 (по некоторым данным и 150) мм длины. Представители вида распространены на юго-востоке острова Мадагаскар, где населяют прибрежные леса. Питаются тараканы по преимуществу растительной пищей, но выбираясь на побережье поедают также падаль — выброшенных на берег мертвых морских животных, главным образом рыбу и морских беспозвоночных, очевидно, в качестве источника фосфора. Элементом рациона тараканов прибрежных популяций являются также водоросли (в основном ламинария).

## Биологическое описание
Оба пола бескрылы. Половозрелые особи окрашены обычно в темно-коричневый, до черного цвет, по бокам щитков мезо- и метанотума более или менее овальные пятна, красного или оранжевого цвета; на краях тергитов брюшка обычно треугольные светлые, желтые или светло-коричневые пятна образующие подобие канта. Нередко пятна на брюшных сегментах сливаются в узкие полосы. Все эти пятна более выражены у самцов.
Половой диморфизм выражен не ярко и заключается в наличии у самцов на пронотуме роговидных парных выростов, более толстых, несущих густое опушение антенн и агрессивном брачном поведении.
Как и все Blaberidae яйцеживородящи.
Во время опасности и при социальном поведении насекомые способны издавать громкое шипение, как и многие представители трибы.

## Охранный статус
Как эндемичный, узкоареальный вид с невысокой численностью подлежит охране, однако, в настоящее время на территории Мадагаскара не охраняется.

## Значение
Тараканы данного вида иногда содержатся в инсектариях любителей членистоногих.

## Систематика и таксономия
Вид был описан французским энтомологом ван Герревё, в 1973 году (van Herrewege, 1973) и выделен им в отдельный монотипный род. Вид очень близок к представителям рода Gromphadorhina и включен наряду с ним и другими близкими родами в трибу Gromphadorhini известным американским энтомологом и большим специалистом по таракановым — Л. М. Ротом (Louis M. Roth, 1971).
Ряд энтомологов относит вид к роду Gromphadorhina.
|  |                      |  | | |                      |  | ещё 2 трибы: Nauphoetini, Oxyhaloini |                                                                                  |                                                                                  |                                         |
|  |                      |  | | |                      |  |                                      |                                                                                  |                                                                                  | единственный вид Princisia vanwaerebeki |
|  |                      |  | | подсемейство Oxyhaloinae |                      |  |                                      |                                                                                  | род Princisia                                                                    |                                         |
|  |                      |  | | подсемейство Oxyhaloinae |                      |  |                                      |                                                                                  | род Princisia                                                                    |                                         |
|  | семейство Blaberidae |  | | | триба Gromphadorhini |  |                                      |                                                                                  |                                                                                  |                                         |
|  | семейство Blaberidae |  | | |                      |  |                                      |                                                                                  |                                                                                  |                                         |
|  |                      |  | ещё 11 подсемейств: Blaberinae, Diplopterinae, Epilamprinae, Geoscapheinae, Gyninae, Panchlorinae, Panesthiinae, Paranauphoetinae, Perisphaeriinae, Pycnoscelinae, Zetoborinae | ещё 11 подсемейств: Blaberinae, Diplopterinae, Epilamprinae, Geoscapheinae, Gyninae, Panchlorinae, Panesthiinae, Paranauphoetinae, Perisphaeriinae, Pycnoscelinae, Zetoborinae |                      |  |                                      | ещё 5 родов: Aeluropoda, Ateloblatta, Elliptorhina, Gromphadorhina, Leozehntnera | ещё 5 родов: Aeluropoda, Ateloblatta, Elliptorhina, Gromphadorhina, Leozehntnera |                                         |
|  |                      |  | | ещё 11 подсемейств: Blaberinae, Diplopterinae, Epilamprinae, Geoscapheinae, Gyninae, Panchlorinae, Panesthiinae, Paranauphoetinae, Perisphaeriinae, Pycnoscelinae, Zetoborinae |                      |  |                                      |                                                                                  | ещё 5 родов: Aeluropoda, Ateloblatta, Elliptorhina, Gromphadorhina, Leozehntnera |                                         |